# Тьєррі Лоре
Тьєррі Лоре (фр. Thierry Laurey, нар. 17 лютого 1964, Труа) — французький футболіст, що грав на позиціях захисника і півзахисника. По завершенні ігрової кар'єри — тренер. З 2021 року очолює тренерський штаб команди «Парижа».

## Клубна кар'єра
Народився 17 лютого 1964 року в місті Труа.
У дорослому футболі дебютував 1982 року виступами за команду «Валансьєнн», в якій провів чотири сезони, взявши участь у 109 матчах чемпіонату. 
Згодом з 1986 по 1992 рік грав за команди «Марселя», «Монпельє», «Сошо», «Парі Сен-Жермена» та «Сент-Етьєна».
1992 року повернувся до «Монпельє», за який відіграв шість сезонів, протягом яких взяв участь у понад 200 матчах французької першості, після чого завершив професійну кар'єру футболіста.

## Виступи за збірну
1989 року провів свій єдиний офіційний матч у складі національної збірної Франції.

## Кар'єра тренера
Розпочав тренерську кар'єру невдовзі по завершенні кар'єри гравця, 2000 року, очоливши тренерський штаб клубу «Монпельє», де пропрацював з 2000 по 2001 рік.
Згодом очолював команди «Сет», «Ам'єн», «Арль-Авіньйон» та «Газелек».
2016 року став головним тренером команди «Страсбур», тренував команду зі Страсбурга п'ять років. 2019 року приводив її до перемоги у розіграші Кубка французької ліги.
2021 року очолив тренерський штаб команди Ліги 2 «Париж».
| Дата     | Місто  | Господарі | Результат | Гості   | Турнір            | Голи | Примітки |
| -------- | ------ | --------- | --------- | ------- | ----------------- | ---- | -------- |
| 8-3-1989 | Глазго | Шотландія | 2 – 0     | Франція | Відбір до ЧС 1990 | -    |          |
| Усього   |        | Матчів    | 1         |         | Голів             | 0    |          |

## Титули і досягнення

### Як тренера
- Володар Кубка французької ліги з футболу:

«Страсбур»: 2018/19